# 越隽川木香
越隽川木香（学名：Dolomiaea denticulata）是菊科川木香属的植物，为中国的特有植物。分布于中国大陆的四川等地，生长于海拔3,000米至3,500米的地区，见于山坡林缘和草地，目前尚未由人工引种栽培。

## 异名
- Vladimiria denticulata Ling